# 288년

## 연호
- 서진(西晉) 태강(太康) 9년

## 기년
- 서진(西晉) 무제(武帝) 24년
- 신라(新羅) 유례 이사금(儒禮泥師今) 5년
- 고구려(高句麗) 서천왕(西川王) 19년
- 백제(百濟) 책계왕(責稽王) 3년